# Joan Martí i Alanis
Joan Martí i Alanis (El Milà, 19 de novembro de 1928 – Barcelona, 11 de outubro de 2009) foi um prelado da Igreja Católica espanhol, Bispo de Urgel e um dos copríncipes de Andorra. 

## Biografia
Realizou seus estudos eclesiásticos no Seminário de Tarragona (1939-1951). Depois de ser ordenado padre em 17 de junho de 1951, obteve a licenciatura em Humanidades Clássicas na Universidade de Salamanca (1951-1954).
O cardeal Arriba y Castro o designou para o Colégio La Virgen de la Merced, em Montblanc, do qual foi nomeado diretor em 1957. Nesse mesmo ano obteve o diploma de língua francesa na Universidade de Paris, e em 1959 de língua inglesa na Oversea Language School em Londres.
Em 1966 fundou o Colégio San Pablo Junior no Campo de Marte de Tarragona, do qual foi nomeado diretor e se encarregou de terminar as obras e organizar o ensino. Foi nomeado diretor técnico dos estudos de bacharelado do seminário, vigário episcopal para o ensino e a doutrina da fé (1969-1971) e vice-presidente dos conselhos das escolas dos subúrbios de Tarragona e Reus.
Em 25 de novembro de 1970, foi nomeado pelo Papa Paulo VI como bispo de Urgel. Chegou a La Seu d'Urgell em 30 de janeiro de 1971 e foi consagrado na Catedral no dia seguinte, pelas mãos de Dom Luigi Dadaglio, núncio apostólico na Espanha, coadjuvado por Josep Pont i Gol, arcebispo de Tarragona e por Dom Marcelo González Martín, arcebispo de Barcelona. Em março do mesmo ano tomou posse do Coprincipado de Andorra.
A sua atividade pastoral caracterizou-se pela capacidade organizativa e pelo impulso dado à corresponsabilidade eclesial. Desde a primeira hora, criou ou reviveu os diversos órgãos auxiliares pastorais indicados pelos decretos do Concílio Vaticano II e pelo Código de Direito Canônico de 1983. As visitas pastorais, regulares ou ocasionais, que fazia às paróquias eram constantes. Desde a primeira hora, ele introduziu o uso do catalão em escritos administrativos e publicações oficiais da diocese. Foi membro da presidência honorária do segundo congresso internacional da língua catalã (Maiorca 1986) e acadêmico honorário da Real Academia Catalã de Belas Artes de San Jorge (Barcelona 1990). A partir de 1992, promoveu o trabalho de criação de uma rádio diocesana, que culminaria no nascimento da Rádio Principat.
Para honrar a memória dos padres mortos na perseguição religiosa de 1936, ele favoreceu a publicação do martirológio diocesano (1975); recolheu os restos mortais deles na catedral (1988) e, por fim, de boa parte deles, deu início ao processo de canonização (1993).
Como príncipe de Andorra, sempre zelou pela manutenção e promoção da soberania do Principado e pela proteção dos direitos humanos. Favoreceu a modernização das instituições, tarefa que culminou em 1993 com uma nova constituição que proclama Andorra "um estado independente, legal, democrático e social".
Em 1989, o Governo espanhol concedeu-lhe a Grã-Cruz de Isabel a Católica. Em 25 de junho de 2001, o Papa João Paulo II o nomeou arcebispo ad personam, em reconhecimento ao seu sucesso como co-príncipe de Andorra e à sua carreira pessoal e eclesiástica. Esta nomeação foi oficialmente recebida no dia 29 de julho, numa festa presidida por Dom Manuel Monteiro de Castro, núncio apostólico na Espanha e Andorra.
Em 12 de maio de 2003, a Santa Sé aceitou sua renúncia devido à idade, tornando-se Bispo emérito de Urgel. Sua despedida foi celebrada em 1 de junho de 2003, na catedral de Seu d'Urgell. Faleceu em 11 de outubro de 2009 em Barcelona.